# Útok v Beer Ševě 2022
Útok v Beer Ševě se odehrál 22. března 2022. Čtyři lidé byli zabiti a další dva zraněni při útoku stoupence Islámského státu (IS) v izraelské Beer Ševě.

## Pozadí
Na začátku roku 2022 došlo k řadě střetů mezi izraelskými bezpečnostními složkami a Palestinci, které se však většinou omezily na Západní břeh Jordánu a Jeruzalém, nikoli na Jižní distrikt, v němž se Beer Ševa nachází. Jednalo se o třetí takový útok během jednoho týdne.
Izraelské a americké úřady vyjádřily znepokojení nad nárůstem útoků, které by se podle nich mohly zvýšit s blížícím se muslimským svátkem ramadánem.

## Útok
Útok začal kolem 16:10, kdy Muhammad Abú al-Kijan přijel k čerpací stanici v ulici Derech Hevron, kde pobodal a zabil zaměstnankyni. Poté odjel autem k nákupnímu centru BIG, kde přejel Chabad rabína na kole a zabil ho.
Al-Kijan se poté vydal do dalšího sousedního nákupního centra. Poté, co v oddělení s oblečením ubodal 47letou ženu, běžel ke kruhovému objezdu, kde zabil 67letého muže. Poté ho oslovil řidič autobusu Arthur Chajimov, který si nejprve myslel, že došlo k autonehodě, ale při bližším ohledání zjistil, že al-Kijan má nůž. Chajimov al-Kijanovi řekl, aby nůž odložil a vzdal se, což útočník odmítl. Al-Kijan se vrhl dopředu a pokusil se bodnout řidiče, který vytáhl pistoli a zastřelil ho. Na al-Kijana střílel i další muž, ale jeho totožnost se policii nepodařilo zjistit. Policie dorazila o čtyři minuty později.
Al-Kijanovo běsnění trvalo odhadem osm minut a jednalo se o nejsmrtonosnější útok svého druhu v Izraeli od útoku kamionem v Jeruzalémě v roce 2017.

## Pachatel
Muhammad Abú al-Kijan se narodil v Chuře a patřil ke komunitě izraelských negevských beduínů. Bývalý učitel byl již dříve v letech 2016 až 2020 zatčen a uvězněn poté, co měl údajně učit školáky podporovat Islámský stát a šířit pro-IS propagandu. V jednu chvíli al-Kijan prohlásil, že se chce připojit k Islámskému státu v Sýrii.
V roce 2016 byl al-Kijan odsouzen k trestu odnětí svobody za propagaci IS. Později se za své činy omluvil a v roce 2019 byl propuštěn.
Jeden z příbuzných řekl televizi Kan 11, že al-Kijanova rodina je „psychicky stabilní“ a že je vraždou šokována.

## Následky
Hamás i Palestinský islámský džihád incident pochválily, přičemž Hamás prohlásil, že „boj proti okupaci pokračuje a my se nezastavíme“. Libanonská šiítská milice Hizballáh 23. března poblahopřála al-Kijanovi, jehož činy ocenila jako „skutečný projev ducha džihádu a autentického odporu palestinského lidu“. Islámský stát žádné prohlášení nevydal.
Útok odsoudila řada izraelských politiků, včetně Naftali Bennetta, Ajelet Šaked, Ja'ira Lapida, Jicchaka Herzoga a strany Sjednocená arabská kandidátka. Kobi Šabtaj uvedl, že policie se obává, že by v budoucnu mohlo dojít k případným napodobujícím incidentům.
Zástupce Organizace spojených národů Tor Wennesland řekl, že „neexistuje žádné ospravedlnění pro násilí nebo terorismus. Na zabíjení civilistů není nic hrdinského a neexistuje žádná omluva pro chválu takových činů“. Americký velvyslanec v Izraeli Thomas R. Nides to označil za „odporný teroristický útok“. Kromě toho útok odsoudil také ukrajinský velvyslanec v Izraeli Jevgenij Kornijčuk, řecké ministerstvo zahraničních věcí a ruský prezident Vladimir Putin.
Al-Kijanův dům v Chuře byl údajně předmětem prohlídky Šin bet a palestinská média informovala, že během operace byla dočasně zablokována řada silnic ve městě. Al-Kijanovi bratři byli zatčeni poté, co se objevilo podezření, že mu dali nůž použitý při útoku. Kanál 12 uvedl, že během policejního vyšetřování bylo zatčeno 20 osob.
Následujícího dne vláda Izraele v reakci na tento útok schválila plán výstavby deseti nových měst v Negevu, včetně dříve navrhovaného charedim města Kasif.
Ministr vnitřní bezpečnosti Omer Bar-Lev vyvolal rozruch, když na pohřbu jedné z obětí slíbil uvěznění mrtvého al-Kijana. Bar-Lev se později za svůj výrok veřejně omluvil s tím, že mu nebylo řečeno, že bude muset pronést projev, a musel si ho na místě vymyslet.
Dne 24. března došlo v palestinské vesnici Zajtá Džamá'ín k incidentu, kdy neznámí vandalové nastříkali na mešitu nápis „Židé nebudou mlčet, až nás budou vraždit“. Policie uvedla, že incident vyšetřuje, stejně jako nepotvrzené zprávy o neúspěšném pokusu o zapálení budovy.
Dva dny po útoku údaje ministerstva vnitřní bezpečnosti odhalily, že počet žádostí o zbrojní průkaz vzrostl na 244, oproti běžnému počtu 60.
Bývalý izraelský premiér a opoziční představitel Benjamin Netanjahu kritizoval reakci vlády na útok a uvedl, že izraelské úřady se bojí diskutovat o otázce rostoucího terorismu mezi izraelskými Araby, protože by to mohlo způsobit rozpad vládní koalice, ve které se nacházela Sjednocená arabská kandidátka.
Dne 27. března dva ozbrojenci zabili v Chadeře dva policisty a dvanáct dalších zranili, než byli zabiti.